# Escmano
Escmano (em latim: Aeschmanus; em grego: Αισχμανος) foi um oficial bizantino de origem huna do século VI, ativo no reinado do imperador Justiniano (r. 527–565). Em 537, era doríforo da guarda de Belisário na Itália. Na ocasião, ele, Corsómano, Zarter e outros doríforos comandaram soldados de Belisário na Etrúria com Constantino. Apesar de huno, seu nome é etimologicamente iraniano. A terminação greco-latina manus/μανος provém do iraniano -mani- ou -manah, que também foi ocidentalizada como manes e menes. Apesar destas considerações, ainda é incerta a etimologia do restante de seu nome.